# Канікатті
Канікатті (італ. Canicattì, сиц. Caniattì) — муніципалітет в Італії, у регіоні Сицилія,  провінція Агрідженто.
Канікатті розташоване на відстані близько 520 км на південь від Рима, 95 км на південний схід від Палермо, 24 км на схід від Агрідженто.
Населення — 35 763 особи (2014).

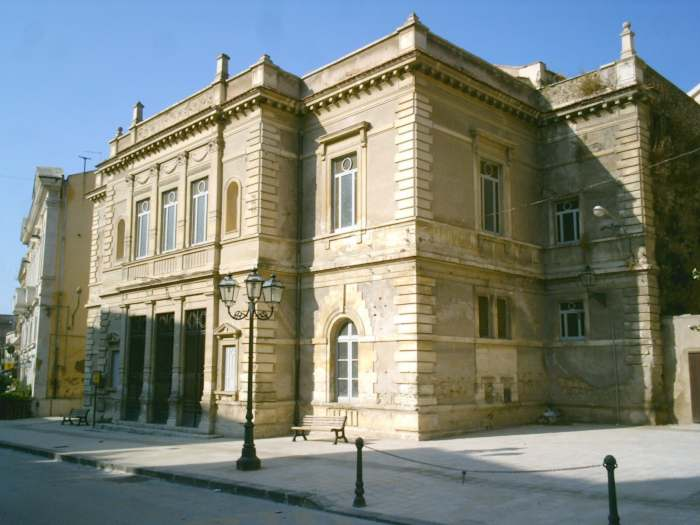

Щорічний фестиваль відбувається 3 квітня. Покровитель — San Pancrazio.

## Демографія
Населення за роками:

Станом на 1 січня 2023 року в муніципалітеті офіційно проживало 2549 іноземців з 49 країн, серед них 1921 громадянин країн Євросоюзу та 4 громадяни України.

## Сусідні муніципалітети
- Серрадіфалько
- Монтедоро
- Кальтаніссетта
- Делія
- Кастрофіліппо
- Ракальмуто
- Наро